# 圣博济勒 (塔恩省)
圣博济勒（法語：Saint-Beauzile，法語發音：[sɛ̃ bozil]）是法国奧克西塔尼大區塔恩省的一个市镇，属于阿尔比区。

## 地理
圣博济勒（44°1'15"N, 1°49'50"E）面积9.23 平方千米，位于法国奧克西塔尼大區塔恩省，该省份为法国南部内陆省份，北起顺时针与阿韦龙省、埃罗省、奥德省、上加龙省和塔恩-加龙省接壤。
与圣博济勒接壤的市镇（或旧市镇、城区）包括：康帕尼亚克、卡斯泰尔诺-德蒙米拉勒、圣塞西尔迪凯鲁、瓦乌尔、勒韦尔迪耶、维约。
圣博济勒的时区为UTC+01:00、UTC+02:00（夏令时）。

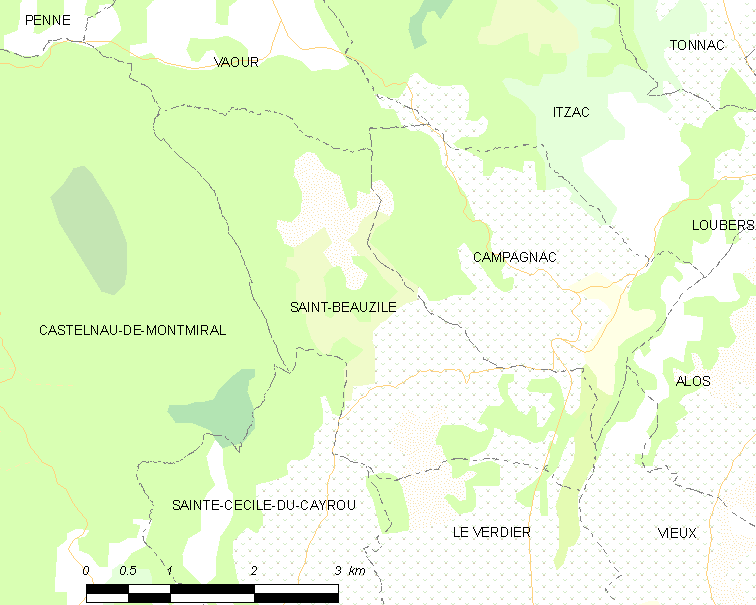
圣博济勒的OSM定位图

## 行政
圣博济勒的邮政编码为81140，INSEE市镇编码为81243。

## 政治
圣博济勒所属的省级选区为葡萄园与城堡庄园县。

## 人口

1962-2008年间圣博济勒人口变化图示

圣博济勒于2022年1月1日时的人口数量为129人。